# Ivica Olić
Ivica Mario Olić (IPA: [îʋitsa ǒːlitɕ], ur. 14 września 1979 w Davorze) – chorwacki trener piłkarski, a wcześniej piłkarz, grający na pozycji pomocnika lub napastnika. Od 23 marca 2021 pierwszy szkoleniowiec CSKA Moskwa.

## Kariera klubowa
Olić pochodzi z małej miejscowości leżącej niedaleko Slavonskiego Brodu. Karierę zaczynał właśnie w tym jednym z większych miast w północnej Chorwacji, w klubie NK Marsonia w 1996. W Marsonii rozegrał dwa dobre sezony i wtedy zatrudniła go Hertha BSC (w 1998). Tam Olić nie przebił się do składu i zagrał w 2 meczach raptem kilka minut. Powrócił do Marsonii w 1999.
Po kolejnym dobrym sezonie w klubie ze Slavonskiego Brodu – Olić w 29 meczach zdobył 17 bramek – zainteresowały się nim czołowe chorwackie kluby. Latem 2001, Ivica wybrał ofertę NK Zagrzeb, w którym to w całym sezonie zdobył 21 bramek, zdobywając pierwszy w karierze tytuł króla strzelców pierwszej ligi chorwackiej, a zespół NK pierwszy raz w historii sięgnął po tytuł mistrza kraju. W następnym sezonie przeszedł do rywala zza miedzy – Dinama Zagrzeb. W Dinamie zaliczył kolejny bardzo dobry sezon. Po raz drugi z rzędu został najlepszym strzelcem ligi, tym razem z 16 golami na koncie, a Dinamo sięgnęło po tytuł najlepszej drużyny w kraju, po 3-letniej przerwie. Tak wielki talent jak Olić nie mógł pozostać niezauważony przez skautów z drużyn z najlepszych lig Europy. Latem 2003, za 5 milionów euro, Olić przeszedł do rosyjskiego CSKA Moskwa. W drużynie CSKA Olić występował w ataku z jeszcze młodszymi od niego zawodnikami – Brazylijczykami Vagnerem Love oraz Jô. Z moskiewską drużyną zdołał już 2-krotnie wywalczyć tytuł mistrza Rosji (2003 i 2005) oraz 2-krotnie zdobyć Puchar Rosji (2004 i 2006). Olić ma udział także w największym sukcesie w historii klubu – jest zdobywcą Pucharu UEFA z 2005.
Zimą 2007, Olić podpisał 2,5-letni kontrakt z zespołem Bundesligi, Hamburger SV. Suma transferu wyniosła 2 miliony euro. W 70 spotkaniach Bundesligi Chorwat strzelił dla nowego klubu 26 goli.
3 stycznia 2009 Olić podpisał 3-letni kontrakt z Bayernu Monachium, do którego przeszedł na prawie Bosmana. Do zespołu dołączył oficjalnie 1 lipca.
W styczniu 2010 został wybrany w plebiscycie zorganizowanym przez dziennik „Večernji list” najlepszym chorwackim piłkarzem 2009. Okazał się lepszy od swoich kolegów z reprezentacji – Darijo Srny i Niko Kranjčara.
W styczniu 2015 ponownie wrócił do zespołu Bundesligi, Hamburgera SV. 
27 lipca 2016 podpisał roczny kontrakt z niemieckim klubem TSV 1860 Monachium.

## Kariera reprezentacyjna
W reprezentacji Chorwacji Olić zadebiutował 13 lutego 2002 w zremisowanym 0:0 meczu z reprezentacją Bułgarii. Był członkiem kadry na finały Mistrzostw Świata w 2002, gdzie zagrał 2 mecze i zdobył jedną bramkę w wygranym meczu z Włochami. Na Euro 2004 był podstawowym napastnikiem Chorwacji i zagrał tam 3 mecze. Olić grał też na Mundialu w Niemczech, gdzie Chorwacja zagrała słabo i nie wygrała żadnego z 3 meczów – Olić zagrał w 2 z nich (z Japonią oraz z Australią). 2 marca 2016 zakończył karierę reprezentacyjną.

## Życie prywatne
Olić ma dwóch synów – Lukę i Antonia.

## Odznaczenia
- Order Chorwackiej Jutrzenki w kategorii sport (2018)[5]

## Statystyki

### Klubowe
| Klub               | Sezon              | Liga               | Liga    | Liga   | Puchar kraju | Puchar kraju | Kontynentalne | Kontynentalne | Inne    | Inne   | Suma    | Suma   |
| Klub               | Sezon              | Poziom             | Występy | Bramki | Występy      | Bramki       | Występy       | Bramki        | Występy | Bramki | Występy | Bramki |
| ------------------ | ------------------ | ------------------ | ------- | ------ | ------------ | ------------ | ------------- | ------------- | ------- | ------ | ------- | ------ |
| NK Marsonia        | 1996/1997          | Prva HNL           | 9       | 0      | 0            | 0            | —             | —             | —       | —      | 9       | 0      |
| NK Marsonia        | 1997/1998          | Druga HNL          | 24      | 9      | 1            | 0            | —             | —             | —       | —      | 25      | 9      |
| NK Marsonia        | 1998/1999          | Treća HNL          | 9       | 8      | 1            | 0            | —             | —             | —       | —      | 10      | 8      |
| NK Marsonia        | Łącznie            | Łącznie            | 42      | 17     | 2            | 0            | —             | —             | —       | —      | 44      | 17     |
| Hertha BSC         | 1998/1999          | Bundesliga         | 2       | 0      | 1            | 0            | —             | —             | —       | —      | 3       | 0      |
| Hertha BSC II      | 1998/1999          | NOFV-Oberliga      | 15      | 9      | —            | —            | —             | —             | —       | —      | 15      | 9      |
| Hertha BSC II      | 1999/2000          | Regionalliga - Süd | 15      | 1      | —            | —            | —             | —             | —       | —      | 15      | 1      |
| Hertha BSC II      | Łącznie            | Łącznie            | 30      | 10     | 0            | 0            | —             | —             | —       | —      | 30      | 10     |
| NK Marsonia        | 1999/2000          | Druga HNL          | 13      | 4      | 0            | 0            | —             | —             | —       | —      | 13      | 4      |
| NK Marsonia        | 2000/2001          | Prva HNL           | 29      | 17     | 0            | 0            | —             | —             | —       | —      | 29      | 17     |
| NK Marsonia        | Łącznie            | Łącznie            | 42      | 21     | 0            | 0            | —             | —             | —       | —      | 43      | 21     |
| NK Zagrzeb         | 2001/2002          | Prva HNL           | 28      | 21     | 2            | 0            | —             | —             | —       | —      | 30      | 23     |
| Dinamo Zagrzeb     | 2002/2003          | Prva HNL           | 27      | 16     | 2            | 1            | 4             | 3             | 1       | 0      | 34      | 20     |
| CSKA Moskwa        | 2003               | Priemjer-Liga      | 10      | 7      | 2            | 1            | 0             | 0             | —       | —      | 12      | 8      |
| CSKA Moskwa        | 2004               | Priemjer-Liga      | 24      | 9      | 3            | 1            | 15            | 0             | 1       | 0      | 43      | 10     |
| CSKA Moskwa        | 2005               | Priemjer-Liga      | 20      | 10     | 5            | 1            | 0             | 0             | —       | —      | 25      | 11     |
| CSKA Moskwa        | 2006               | Priemjer-Liga      | 24      | 9      | 5            | 2            | 8             | 3             | 1       | 0      | 38      | 14     |
| CSKA Moskwa        | Łącznie            | Łącznie            | 78      | 35     | 15           | 5            | 23            | 3             | 2       | 0      | 118     | 43     |
| Hamburger SV       | 2006/2007          | Bundesliga         | 15      | 5      | 0            | 0            | 0             | 0             | —       | —      | 15      | 5      |
| Hamburger SV       | 2007/2008          | Bundesliga         | 32      | 14     | 4            | 2            | 14            | 2             | —       | —      | 50      | 18     |
| Hamburger SV       | 2008/2009          | Bundesliga         | 31      | 10     | 5            | 6            | 14            | 9             | —       | —      | 50      | 25     |
| Hamburger SV       | Łącznie            | Łącznie            | 78      | 29     | 9            | 8            | 28            | 11            | —       | —      | 115     | 48     |
| Bayern Monachium   | 2009/2010          | Bundesliga         | 29      | 11     | 2            | 1            | 10            | 7             | —       | —      | 41      | 19     |
| Bayern Monachium   | 2010/2011          | Bundesliga         | 6       | 0      | 1            | 0            | 2             | 0             | 1       | 0      | 10      | 0      |
| Bayern Monachium   | 2011/2012          | Bundesliga         | 20      | 2      | 4            | 0            | 5             | 2             | —       | —      | 29      | 4      |
| Bayern Monachium   | Łącznie            | Łącznie            | 55      | 13     | 7            | 1            | 17            | 9             | 1       | 0      | 80      | 23     |
| VfL Wolfsburg      | 2012/2013          | Bundesliga         | 32      | 9      | 5            | 4            | —             | —             | —       | —      | 37      | 13     |
| VfL Wolfsburg      | 2013/2014          | Bundesliga         | 32      | 14     | 5            | 1            | —             | —             | —       | —      | 37      | 15     |
| VfL Wolfsburg      | 2014/2015          | Bundesliga         | 14      | 5      | 1            | 0            | 5             | 0             | —       | —      | 20      | 5      |
| VfL Wolfsburg      | Łącznie            | Łącznie            | 78      | 28     | 11           | 5            | 5             | 0             | —       | —      | 94      | 33     |
| Hamburger SV       | 2014/2015          | Bundesliga         | 16      | 2      | 0            | 0            | —             | —             | 2       | 0      | 18      | 2      |
| Hamburger SV       | 2015/2016          | Bundesliga         | 9       | 0      | 1            | 1            | —             | —             | —       | —      | 10      | 1      |
| Hamburger SV       | Łącznie            | Łącznie            | 25      | 2      | 1            | 1            | —             | —             | 2       | 0      | 28      | 3      |
| TSV 1860 Monachium | 2016/2017          | 2. Bundesliga      | 30      | 5      | 1            | 0            | —             | —             | 2       | 0      | 33      | 5      |
| Łącznie w karierze | Łącznie w karierze | Łącznie w karierze | 515     | 197    | 51           | 21           | 77            | 26            | 8       | 0      | 651     | 244    |

### Reprezentacyjne
| Reprezentacja | Rok     | Występy | Bramki |
| ------------- | ------- | ------- | ------ |
| Chorwacja     | 2002    | 9       | 2      |
| Chorwacja     | 2003    | 9       | 2      |
| Chorwacja     | 2004    | 10      | 2      |
| Chorwacja     | 2005    | 4       | 0      |
| Chorwacja     | 2006    | 10      | 0      |
| Chorwacja     | 2007    | 8       | 3      |
| Chorwacja     | 2008    | 12      | 2      |
| Chorwacja     | 2009    | 6       | 2      |
| Chorwacja     | 2010    | 5       | 1      |
| Chorwacja     | 2011    | 3       | 1      |
| Chorwacja     | 2012    | 4       | 0      |
| Chorwacja     | 2013    | 9       | 1      |
| Chorwacja     | 2014    | 11      | 3      |
| Chorwacja     | 2015    | 4       | 1      |
| Łącznie       | Łącznie | 104     | 20     |

### Szczegółowe statystyki w reprezentacji
| Nr | Data                 | Stadion                             | Występ | Przeciwnik           | Strzelił na | Rezultat końcowy | Rozgrywki                            |
| -- | -------------------- | ----------------------------------- | ------ | -------------------- | ----------- | ---------------- | ------------------------------------ |
| 1  | 17 kwietnia 2002     | Maksimir, Zagrzeb, Chowacja         | 3      | Bośnia i Hercegowina | 1:0         | 2:0              | Mecz towarzyski                      |
| 2  | 8 czerwca 2002       | Stadion Kashima, Kashima, Japonia   | 5      | Włochy               | 1:1         | 2:1              | FIFA MŚ 2002                         |
| 3  | 30 kwietnia 2003     | Råsundastadion, Sztokholm, Szwecja  | 12     | Szwecja              | 1:0         | 2:1              | Mecz towarzyski                      |
| 4  | 11 października 2003 | Maksimir, Zagrzeb, Chowacja         | 17     | Bułgaria             | 1:0         | 1:0              | Kwalifikacje UEFA Euro 2004          |
| 5  | 29 maja 2004         | Kantrida, Rijeka, Chowacja          | 22     | Słowacja             | 1:0         | 1:0              | Mecz towarzyski                      |
| 6  | 5 czerwca 2004       | Parken, Kopenhaga, Dania            | 23     | Dania                | 2:0         | 2:1              | Mecz towarzyski                      |
| 7  | 16 października 2007 | Kantrida, Rijeka, Chowacja          | 48     | Słowacja             | 1:0         | 3:0              | Mecz towarzyski                      |
| 8  | 16 października 2007 | Kantrida, Rijeka, Chowacja          | 48     | Słowacja             | 3:0         | 3:0              | Mecz towarzyski                      |
| 9  | 21 listopada 2007    | Wembley, Londyn, Anglia             | 50     | Anglia               | 2:0         | 3:2              | Kwalifikacje UEFA Euro 2008          |
| 10 | 12 czerwca 2008      | Hypo-Arena, Klagenfurt, Austria     | 56     | Niemcy               | 2:0         | 2:1              | UEFA Euro 2008                       |
| 11 | 15 października 2008 | Maksimir, Zagrzeb, Chowacja         | 62     | Andora               | 2:0         | 4:0              | Kwalifikacje FIFA MŚ 2010            |
| 12 | 12 sierpnia 2009     | Stadion Dynama, Mińsk, Białoruś     | 65     | Białoruś             | 1:0         | 3:1              | Kwalifikacje FIFA MŚ 2010            |
| 13 | 12 sierpnia 2009     | Stadion Dynama, Mińsk, Białoruś     | 65     | Białoruś             | 3:1         | 3:1              | Kwalifikacje FIFA MŚ 2010            |
| 14 | 3 września 2010      | Stadion Skonto, Ryga, Łotwa         | 71     | Łotwa                | 2:0         | 3:0              | Kwalifikacje UEFA Euro 2012          |
| 15 | 11 listopada 2011    | Türk Telekom Arena, Stambuł, Turcja | 75     | Turcja               | 1:0         | 3:0              | Kwalifikacje UEFA Euro 2012 (baraże) |
| 16 | 22 marca 2013        | Maksimir, Zagrzeb, Chowacja         | 82     | Serbia               | 2:0         | 2:0              | Kwalifikacje FIFA MŚ 2014            |
| 17 | 5 marca 2014         | AFG Arena, St. Gallen, Szwajcaria   | 90     | Szwajcaria           | 1:1         | 2:2              | Mecz towarzyski                      |
| 18 | 5 marca 2014         | AFG Arena, St. Gallen, Szwajcaria   | 90     | Szwajcaria           | 2:2         | 2:2              | Mecz towarzyski                      |
| 19 | 18 czerwca 2014      | Arena da Amazônia, Manaus, Brazylia | 94     | Kamerun              | 1:0         | 4:0              | FIFA MŚ 2014                         |
| 20 | 28 marca 2015        | Maksimir, Zagrzeb, Chowacja         | 101    | Norwegia             | 3:0         | 5:1              | Kwalifikacje UEFA Euro 2016          |